# I peccati di una giovane moglie di campagna
I peccati di una giovane moglie di campagna è un film del 1977, diretto da Alfredo Rizzo.

## Trama
Angelina è una procace giovane donna maritata con Tommaso, tenutario di una fattoria, con cui vive in campagna. Porta l'amante Rocco, bracciante loro dipendente, a fare l'amore nel granaio, con la scusa che bada al raccolto di fave. Cecilia, la cameriera, sa quel che davvero fa, mentre rifiuta le attenzioni dello spasimante Gigetto. Dall'Irlanda arriva il proprietario della fattoria, il prete protestante Clemente Argonni, con la moglie Orsola e coi figli, Diana e Alberto, per ristorare la salute cagionevole col buon clima italiano. Angelina, gelosa, rimprovera Rocco per aver guardato Orsola con desiderio, e resta a letto con lui, contando sull'abituale sonno pesante del marito. Diana osserva Gigetto che scava una buca, avendo a suo dire scoperto una sorgente d'acqua minerale da cui trarre profitto. La giovane lo provoca, e quasi lo fa svenire. Cecilia li osserva, e ne è risentita. Orsola esce, incontra Rocco nel granaio e lo seduce. Quando viene Angelina, tornata dal paese, lui non può far niente con lei, avendo sprecato ogni energia con l'altra donna, e apprende che Angelina è incinta, e che il figlio è certo suo. Rocco le consiglia allora di provare a far l'amore col consorte, per fargli credere d'esser lui ad averla messa incinta.